# Гаплогруппа K (Y-ДНК)
Гаплогруппа K-M9 — Y-хромосомная гаплогруппа. Предок — гаплогруппа IJK. Потомки — L (M20), M (P256), NO (M214) (и её потомки N и O), P (M45) (и её потомки Q и R), S (M230) и T (M70). Гаплогруппы K1, K2, K3 и K4 встречаются только у незначительного числа жителей Южной Азии, Малайского архипелага, Океании и Австралии. У ягнобцев гаплогруппа K-M9 достигает 12%.
По данным компании YFull гаплогруппа K образовалась 47 200 лет назад. Последний общий предок современных носителей гаплогруппы K жил 45 400 лет назад.

## Палеогенетика
- У палеосибиряка из Усть-Ишима (усть-ишимский человек), жившего 45 тыс. л. н., первоначально была определена Y-хромосомная гаплогруппа K2-M526 (ранее K(xLT))[5], но в 2016 году определили, что он относится к гаплогруппе K2a-M2308 (субклад K2a-M2308*[6]), родственной гаплогруппе NO[7][8].
- K2b-P331 определена у человека из пещеры Тяньюань (Китай) возрастом 40 тыс. лет[9].
- Гаплогруппа K* была обнаружена у одной из таримских мумий (3500—4000 лет назад)[10].